# Sciuro-hypnum
Sciuro-hypnum ist eine Gattung von Laubmoosen aus der Familie Brachytheciaceae.

## Merkmale
Die Gattung Sciuro-Hypnum wurde durch Ignatov & Huttunen (2002) von der Gattung Brachythecium abgetrennt. Sciuro-hypnum-Arten unterscheiden sich von den Brachythecium-Arten durch die meist geringeren Größe der Pflanzen. Sie haben eine papillöse Seta und tragen (mit Ausnahme von S. latifolium und S. flotowianum) Antheridien und Archegonien an verschiedenen Ästen derselben Pflanze (autözisch).

## Arten
Nach der Systematik von Stech & Frey zählen weltweit 20 Arten zu Sciuro-hypnum. Im Gebiet von Deutschland, Österreich und der Schweiz sind die folgenden Arten vertreten:
- Sciuro-hypnum flotowianum, früher Cirriphyllum flotowianum
- Sciuro-hypnum glaciale
- Sciuro-hypnum latifolium (Breitblättriges Schweifchenastmoos)
- Sciuro-hypnum oedipodium (Lockeres Schweifchenastmoos)
- Sciuro-hypnum ornellanum
- Sciuro-hypnum plumosum
- Sciuro-hypnum populeum
- Sciuro-hypnum reflexum
- Sciuro-hypnum starkei
- Sciuro-hypnum tromsoeense